# Little Grassy Creek
Little Grassy Creek är ett vattendrag i Bahamas.   Det ligger i distriktet South Andros, i den södra delen av landet, 140 km söder om huvudstaden Nassau.